# Los relojes del diablo
Los relojes del diablo (Gli orogoli del diavolo en italiano) es una serie limitada italo-española de thriller y drama criminal, basada en el libro de no ficción Gli orologi del diavolo. Infiltrato tra i narcos, tradito dallo Stato, de Gianfranco Fanciosi y Federico Ruffo. Fue dirigida por Alessandro Angelini y escrita por Salvatore Basile y Valerio D'Annunzio, con la colaboración de Angelini en el guion, en base al argumento de Fabio Grassadonia y Antonio Piazza. Está protagonizada por Giuseppe Fiorello y cuenta con la participación de los actores españoles Álvaro Cervantes, Carlos Librado "Nene", Alicia Borrachero, Ignasi Vidal y Michelle Calvó.
La serie se emitió del 9 al 17 de noviembre de 2020 en RAI 1 en Italia, en 8 capítulos de 55 minutos. Para su emisión en España, fue reeditada a 5 capítulos de 80 minutos. Este remontaje se preestrenó en Mitele Plus desde el 20 de junio hasta el 18 de julio de 2021, antes de su emisión en Cuatro desde el 5 de julio hasta el 2 de agosto de 2021.

## Trama
Marco Merani (Giuseppe Fiorello) es un mecánico especializado en motores de embarcaciones náuticas, lo que lo vincula sin saberlo a una banda de narcotráfico. Se acabará convirtiéndo en un infiltrado de la policía en la organización criminal.

## Reparto

### Reparto principal
- Giuseppe Fiorello como Marco Merani
- Claudia Pandolfi como Alessia
- Álvaro Cervantes como Aurelio Vizcaíno
- Nicole Grimaudo como Flavia
- Fabrizio Ferracane como Mario Graziano
- Carlos Librado "Nene" como Pablo Níguez
- Alicia Borrachero como Rosa Villa
- Marco Leonardi Jacobo Merani
- Roberto Nobile como Antonio Merani
- Ignasi Vidal como Nerone
- Gea Dall'Orto como Joy Merani

### Reparto secundario
- Michelle Calvó como Marisol Vizcaíno
- Federico Pacifici como el inspector Vexina
- Galatea Ranzi como la doctora Leone

### Doblaje
| Personaje            | Actor original        | Actor de doblaje        |
| Personajes italianos | Personajes italianos  | Personajes italianos    |
| -------------------- | --------------------- | ----------------------- |
| Marco Merani         | Giuseppe Fiorello     | Roberto Encinas         |
| Mario Graziano       | Fabrizio Ferracane    | Jesús Rodríguez         |
| Flavia               | Nicole Grimaudo       | Alexia Lorrio           |
| Joy Merani           | Gea Dall'Orto         | Cristina Yuste          |
| Inspector Vexina     | Federico Pacifini     | Juan Perucho            |
| Jacobo Merani        | Marco Leonardi        | Luis Bajo               |
| Antonio Merani       | Roberto Nobile        | Roberto Cuenca Martínez |
| Alessia              | Claudia Pandolfi      | Conchi López            |
| Doctora Leone        | Galatea Ranzi         | Amparo Valencia         |
| Dimitri              | TBA                   | Jorge Peña              |
| Personajes españoles |                       |                         |
| Pablo Níguez         | Carlos Librado "Nene" | Francesco Sechi         |
| Rosa Villa           | Alicia Borrachero     | Carmen Iovine           |
| Nerone               | Ignasi Vidal          | Antonino Saccone        |

## Capítulos

### Versión italiana (2020)
| N.º | Título       | Dirigido por        | Escrito por | Fecha de emisión original | Audiencia         |
| --- | ------------ | ------------------- | --- | ------------------------- | ----------------- |
| 1   | «Episodio 1» | Alessandro Angelini | Argumento: Fabio Grassadonia y Antonio Piazza Guión: Salvatore Basile y Valerio D'Annunzio Con la colaboración de: Alessandro Angelini | 9 de noviembre de 2020    | 5.183.000 (21%)   |
| 2   | «Episodio 2» | Alessandro Angelini | Argumento: Fabio Grassadonia y Antonio Piazza Guión: Salvatore Basile y Valerio D'Annunzio Con la colaboración de: Alessandro Angelini | 9 de noviembre de 2020    | 5.183.000 (21%)   |
| 3   | «Episodio 3» | Alessandro Angelini | Argumento: Fabio Grassadonia y Antonio Piazza Guión: Salvatore Basile y Valerio D'Annunzio Con la colaboración de: Alessandro Angelini | 10 de noviembre de 2020   | 4.799.000 (20,2%) |
| 4   | «Episodio 4» | Alessandro Angelini | Argumento: Fabio Grassadonia y Antonio Piazza Guión: Salvatore Basile y Valerio D'Annunzio Con la colaboración de: Alessandro Angelini | 10 de noviembre de 2020   | 4.799.000 (20,2%) |
| 5   | «Episodio 5» | Alessandro Angelini | Argumento: Fabio Grassadonia y Antonio Piazza Guión: Salvatore Basile y Valerio D'Annunzio Con la colaboración de: Alessandro Angelini | 16 de noviembre de 2020   | 4.784.000 (19,5%) |
| 6   | «Episodio 6» | Alessandro Angelini | Argumento: Fabio Grassadonia y Antonio Piazza Guión: Salvatore Basile y Valerio D'Annunzio Con la colaboración de: Alessandro Angelini | 16 de noviembre de 2020   | 4.784.000 (19,5%) |
| 7   | «Episodio 7» | Alessandro Angelini | Argumento: Fabio Grassadonia y Antonio Piazza Guión: Salvatore Basile y Valerio D'Annunzio Con la colaboración de: Alessandro Angelini | 17 de noviembre de 2020   | 5.069.000 (20,8%) |
| 8   | «Episodio 8» | Alessandro Angelini | Argumento: Fabio Grassadonia y Antonio Piazza Guión: Salvatore Basile y Valerio D'Annunzio Con la colaboración de: Alessandro Angelini | 17 de noviembre de 2020   | 5.069.000 (20,8%) |

### Versión española (2021)
| N.º | Título                 | Dirigido por        | Escrito por | Fecha de estreno en Cuatro | Fecha de preestreno en Mitele Plus | Audiencia en Cuatro |
| --- | ---------------------- | ------------------- | --- | -------------------------- | ---------------------------------- | ------------------- |
| 1   | «El principio del fin» | Alessandro Angelini | Argumento: Fabio Grassadonia y Antonio Piazza Guión: Salvatore Basile y Valerio D'Annunzio Con la colaboración de: Alessandro Angelini | 5 de julio de 2021         | 20 de junio de 2021                | 612.000 (5,6%)      |
| 2   | «El infiltrado»        | Alessandro Angelini | Argumento: Fabio Grassadonia y Antonio Piazza Guión: Salvatore Basile y Valerio D'Annunzio Con la colaboración de: Alessandro Angelini | 12 de julio de 2021        | 27 de junio de 2021                | 420.000 (3,7%)      |
| 3   | «Condenado»            | Alessandro Angelini | Argumento: Fabio Grassadonia y Antonio Piazza Guión: Salvatore Basile y Valerio D'Annunzio Con la colaboración de: Alessandro Angelini | 19 de julio de 2021        | 4 de julio de 2021                 | 253.000 (3%)        |
| 4   | «Mi vida en tus manos» | Alessandro Angelini | Argumento: Fabio Grassadonia y Antonio Piazza Guión: Salvatore Basile y Valerio D'Annunzio Con la colaboración de: Alessandro Angelini | 26 de julio de 2021        | 11 de julio de 2021                | 174.000 (2%)        |
| 5   | «Empezando de nuevo»   | Alessandro Angelini | Argumento: Fabio Grassadonia y Antonio Piazza Guión: Salvatore Basile y Valerio D'Annunzio Con la colaboración de: Alessandro Angelini | 2 de agosto de 2021        | 18 de julio de 2021                | 194.000 (2,5%)      |

## Lanzamiento

### Italia
En Italia, la serie se estrenó el 9 de noviembre de 2020 en la cadena RAI 1, emitiéndose los lunes y los martes a base de doble capítulo por día. Los dos últimos capítulos se emitieron el martes de la semana siguiente, el 17 de noviembre de 2020.

### España
En España, la serie se preestrenó en Mitele Plus el 20 de junio de 2020, donde preestrenó un capítulo cada domingo hasta concluir el 18 de junio de 2021. Después se emitió en abierto en Cuatro, desde el 5 de julio hasta el 2 de agosto de 2021.

## Controversia
Poco después del estreno de la serie en Italia, el medio italiano Fanpage publicó un reportaje en el que Gianfranco Franciosi (coautor del libro original y la inspiración en la vida real para el personaje de Marco Merani) fue descrito por el alcalde y los ciudadanos de Ameglia (su pueblo natal) como un personaje "con más antecedentes que otra cosa", así como un "delincuente habitual", además de ser acusado por varios exsocios y proveedores de impagos y estafas de varios miles de euros. Todos ellos, a su vez, cargaron contra la serie, acusando a la RAI de retratar a Franciosi como un héroe. La semana en que se emitió la segunda mitad de la serie, en donde su expareja, Marica Mosti, fue entrevistada sobre su relación con Franciosi.